# Natação no Campeonato Europeu de Esportes Aquáticos de 2018 - 200 m costas masculino
A prova dos 200 metros costas masculino da natação no Campeonato Europeu de Esportes Aquáticos de 2018 ocorreu nos dias 7 e 8 de agosto no Tollcross International Swimming Centre, em Glasgow no Reino Unido. 

## Calendário
| Fase          | Data        | Hora  |
| ------------- | ----------- | ----- |
| Eliminatórias | 7 de agosto | 09:41 |
| Semifinal     | 7 de agosto | 17:01 |
| Final         | 8 de agosto | 17:32 |

Todos os horários estão no horário local (UTC+0)

## Recordes
Antes desta competição, os recordes eram os seguintes:
|                       | Nadador          | Tempo   | Local     | Data                |
| --------------------- | ---------------- | ------- | --------- | ------------------- |
| Recorde mundial       | Aaron Peirsol    | 1:51.92 | Roma      | 31 de julho de 2009 |
| Recorde europeu       | Evgeny Rylov     | 1:53.61 | Budapeste | 28 de julho de 2017 |
| Recorde do campeonato | Radosław Kawęcki | 1:55.28 | Debrecen  | 26 de maio de 2012  |

Os seguintes novos recordes foram estabelecidos durante esta competição. 
| Data        | Prova | Nadador      | Nacionalidade | Tempo   | Recordes |
| ----------- | ----- | ------------ | ------------- | ------- | -------- |
| 8 de agosto | Final | Evgeny Rylov | Rússia        | 1:53.36 | ,        |

## Medalhistas
| Ouro               | Prata                  | Bronze               |
| Evgeny Rylov (RUS) | Radosław Kawęcki (POL) | Matteo Restivo (ITA) |

## Resultados

### Eliminatórias
Esses foram os resultados das eliminatórias. 
| Pos. | Bateria | Raia | Nadador              | Nacionalidade | Tempo   | Notas |
| ---- | ------- | ---- | -------------------- | ------------- | ------- | ----- |
| 1    | 5       | 4    | Evgeny Rylov         | Rússia        | 1:56.67 | Q     |
| 2    | 4       | 2    | Grigoriy Tarasevich  | Rússia        | 1:57.07 | Q     |
| 3    | 4       | 4    | Kliment Kolesnikov   | Rússia        | 1:57.31 |       |
| 4    | 5       | 3    | Christian Diener     | Alemanha      | 1:57.89 | Q     |
| 5    | 3       | 7    | Brodie Williams      | Reino Unido   | 1:58.62 | Q     |
| 6    | 3       | 4    | Radosław Kawęcki     | Polónia       | 1:58.70 | Q     |
| 7    | 4       | 5    | Ádám Telegdy         | Hungria       | 1:58.96 | Q     |
| 8    | 5       | 2    | Luca Mencarini       | Itália        | 1:59.09 | Q     |
| 9    | 3       | 6    | Luke Greenbank       | Reino Unido   | 1:59.21 | Q     |
| 9    | 4       | 3    | Matteo Restivo       | Itália        | 1:59.21 | Q     |
| 11   | 5       | 1    | Apostolos Christou   | Grécia        | 1:59.30 | Q     |
| 12   | 4       | 6    | Jakub Skierka        | Polónia       | 1:59.44 | Q     |
| 13   | 3       | 2    | Craig McNally        | Reino Unido   | 1:59.58 |       |
| 14   | 4       | 1    | Maxim Stupin         | Rússia        | 1:59.60 |       |
| 15   | 3       | 5    | Hugo González        | Espanha       | 1:59.73 | Q     |
| 16   | 3       | 3    | Geoffroy Mathieu     | França        | 1:59.83 | Q     |
| 17   | 5       | 6    | Yakov Toumarkin      | Israel        | 2:00.08 | Q     |
| 18   | 5       | 0    | Anton Lončar         | Croácia       | 2:00.11 | Q     |
| 19   | 2       | 2    | Gabriel Lópes        | Portugal      | 2:00.35 | Q     |
| 20   | 4       | 7    | Maxence Orange       | França        | 2:00.72 |       |
| 21   | 3       | 0    | João Vital           | Portugal      | 2:00.98 |       |
| 22   | 5       | 9    | Tomáš Franta         | Chéquia       | 2:01.51 |       |
| 23   | 2       | 7    | Ivan Gajšek          | Croácia       | 2:02.05 |       |
| 24   | 3       | 9    | Gytis Stankevičius   | Lituânia      | 2:02.48 |       |
| 25   | 5       | 7    | Mikita Tsmyh         | Bielorrússia  | 2:02.50 |       |
| 26   | 4       | 9    | Roman Dmytrijev      | Chéquia       | 2:02.97 |       |
| 27   | 2       | 8    | Ege Başer            | Turquia       | 2:03.08 |       |
| 28   | 4       | 8    | Nikolaos Sofianidis  | Grécia        | 2:03.21 |       |
| 29   | 2       | 4    | Georgios Spanoudakis | Grécia        | 2:03.69 |       |
| 30   | 3       | 8    | David Gamburg        | Israel        | 2:03.82 |       |
| 31   | 2       | 5    | Rokas Juozelskis     | Lituânia      | 2:03.84 |       |
| 32   | 2       | 9    | Armin Lelle          | Estónia       | 2:04.26 |       |
| 33   | 5       | 8    | Nils Liess           | Suíça         | 2:04.53 |       |
| 34   | 2       | 1    | Girts Feldbergs      | Letônia       | 2:04.59 |       |
| 35   | 3       | 1    | Paul Bedel           | França        | 2:05.51 |       |
| 35   | 2       | 0    | Patrick Staber       | Áustria       | 2:05.51 |       |
| 37   | 1       | 5    | Berk Özkul           | Turquia       | 2:05.99 |       |
| 38   | 2       | 6    | Adam Černek          | Eslováquia    | 2:06.39 |       |
| 39   | 1       | 3    | Thomas Wareing       | Malta         | 2:08.70 |       |
| 40   | 1       | 4    | Metin Aydın          | Turquia       | DNS     | DNS   |
| 40   | 4       | 0    | Gustav Höfkelt       | Suécia        | DNS     | DNS   |
| 40   | 5       | 5    | Danas Rapšys         | Lituânia      | DNS     | DNS   |

### Semifinal
Esses foram os resultados das semifinais. 
Semifinal 1
| Pos. | Raia | Nadador             | Nacionalidade | Tempo   | Notas |
| ---- | ---- | ------------------- | ------------- | ------- | ----- |
| 1    | 4    | Grigoriy Tarasevich | Rússia        | 1:57.62 | Q     |
| 2    | 2    | Apostolos Christou  | Grécia        | 1:58.14 | Q     |
| 3    | 7    | Hugo González       | Espanha       | 1:58.43 | Q     |
| 4    | 5    | Brodie Williams     | Reino Unido   | 1:58.66 |       |
| 5    | 6    | Luke Greenbank      | Reino Unido   | 1:58.84 |       |
| 6    | 3    | Ádám Telegdy        | Hungria       | 1:59.05 |       |
| 7    | 1    | Yakov Toumarkin     | Israel        | 2:00.67 |       |
| 8    | 8    | Gabriel Lópes       | Portugal      | 2:00.85 |       |

Semifinal 2
| Pos. | Raia | Nadador          | Nacionalidade | Tempo   | Notas |
| ---- | ---- | ---------------- | ------------- | ------- | ----- |
| 1    | 4    | Evgeny Rylov     | Rússia        | 1:55.50 | Q     |
| 2    | 3    | Radosław Kawęcki | Polónia       | 1:57.56 | Q     |
| 3    | 2    | Matteo Restivo   | Itália        | 1:57.80 | Q     |
| 4    | 6    | Luca Mencarini   | Itália        | 1:57.83 | Q     |
| 5    | 5    | Christian Diener | Alemanha      | 1:57.92 | Q     |
| 6    | 1    | Geoffroy Mathieu | França        | 1:58.65 |       |
| 7    | 8    | Anton Lončar     | Croácia       | 1:59.86 |       |
| 7    | 7    | Jakub Skierka    | Polónia       | 1:59.86 |       |

### Final
Esse foi o resultado da final. 
| Pos.              | Raia | Nadador             | Nacionalidade | Tempo   | Notas |
| ----------------- | ---- | ------------------- | ------------- | ------- | ----- |
| Medalha de ouro   | 4    | Evgeny Rylov        | Rússia        | 1:53.36 | ,     |
| Medalha de prata  | 5    | Radosław Kawęcki    | Polónia       | 1:56.07 |       |
| Medalha de bronze | 6    | Matteo Restivo      | Itália        | 1:56.29 |       |
| 4                 | 7    | Christian Diener    | Alemanha      | 1:57.05 |       |
| 5                 | 1    | Apostolos Christou  | Grécia        | 1:57.09 |       |
| 6                 | 3    | Grigoriy Tarasevich | Rússia        | 1:57.37 |       |
| 7                 | 2    | Luca Mencarini      | Itália        | 1:57.71 |       |
| 8                 | 8    | Hugo González       | Espanha       | 1:59.06 |       |

Legenda
| Recorde mundial       | Recorde mundial (World record)               |                       | Recorde africano                      | Recorde africano (African) |                                           | Q | Classificado por posição (Qualified) |
| Recorde do campeonato | Recorde do campeonato (Championship record)  | Recorde da América    | Recorde da América (Americas)         | q                          | Classificado por melhor tempo (Qualified) |   |                                      |
| Melhor marca do ano   | Melhor marca do ano (World leading)          | Recorde asiático      | Recorde asiático (Asian)              | DNS                        | Não largou (Did not start)                |   |                                      |
| Recorde nacional      | Recorde nacional (National record)           | Recorde europeu       | Recorde europeu (European)            | DNF                        | Não terminou (Did not finish)             |   |                                      |
| Recorde pessoal       | Recorde pessoal do atleta (Personal best)    | Recorde da Oceania    | Recorde da Oceania (Oceania)          | DSQ / DQ                   | Desclassificado (Disqualified)            |   |                                      |
| Recorde da temporada  | Recorde da temporada do atleta (Season best) | Recorde sul-americano | Recorde sul-americano (South America) | NM                         | Sem marca (No mark)                       |   |                                      |